# La carta (canción de La Oreja de Van Gogh)
La carta es la undécima canción del álbum debut de La Oreja de Van Gogh.

## Acerca de la canción
Es la primera canción con contenido social del grupo; relata la historia de José Antonio Ortega Lara, quien estuvo secuestrado por la organización terrorista ETA durante 1996 y 1997. El nombre de La Carta se toma porque a cinco días de su rescate él había decidido quitarse la vida. Fue entonces que escribió una carta dirigida a su esposa.
En la canción se mencionan la frase la bandera que de noche me ahoga refiriéndose a la de la ETA. También se menciona cuando leas esta carta no cierres esos ojos que tienen la luz que me falta, refiriéndose a su esposa. La oscuridad me inunda; mis fuerzas se pierden; sin nada más que decirte, me despido hasta siempre; refiriéndose específicamente al zulo sin ventanas y bajo suelo donde estuvo 532 días. 
Esta canción fue tocada únicamente durante el Tour Dile al sol dentro de su set acústico. Esta no sería la última vez que el grupo tocaría un tema relacionado con el terrorismo; en su disco A las cinco en el Astoria se menciona en dos de las canciones; Jueves que habla sobre los ataque el 11-M y Cumplir un Año Menos, escrita desde el punto de vista de una viuda cuyo marido fue asesinado a manos de terroristas.